# اورسولا بوهفلنر
اورسولا بوهفلنر (آلمانی: Ursula Buchfellner؛ زادهٔ ۸ ژوئن ۱۹۶۱) بازیگر و مدل مجله پلی‌بوی اهل آلمان است.
از فیلم‌های او می‌توان به جنون آزارگری و شکارچی اهریمن اشاره کرد.